# 庚酸烯丙酯
庚酸烯丙酯结构式CH3(CH2)5COOCH2CH=CH2。无色透明菠萝香液体。不溶于水。由庚酸与烯丙醇在硫酸催化下进行酯化而得，经中和、水洗、精馏得到成品。用于食用香精的配制。